# Chamant (Pferd)
Chamant (1874–1898) war ein Vollblut Rennpferd das 1877 die 2000 Guineas gewann. Er wurde in Frankreich gezogen und in Großbritannien trainiert und war in Deutschland ein erfolgreicher Zuchthengst.
Der Braune Chamant wurde in dem französischen Gestüt Haras Dangu von Comte Frederic de Lagrange gezüchtet. Lagrange arbeitete mit Claude Joachim Lefèvre zusammen. Chamants Vater war der in Frankreich gezogene Mortemer, der 1871 für Lefevre den Ascot Gold Cup gewann. Chamants Mutter Araucaria war eine Tochter von Pocahontas, der Stammstute der Vollblutfamilie 3-n. Araucaria war selbst eine wichtige Zuchtstute: Neben Chamant brachte sie den St. Leger-Sieger Rayon d’Or und die 1000-Guinea-Siegerin Camelia hervor. Wie sein Vater Mortemer wurde Chamant nach einem Dorf in der Picardie benannt. Lagrange schickte das Hengstfohlen zu seinem Trainer Thomas Jennings in den Phantom House-Stall in Newmarket, Suffolk.

## Rennlaufbahn
Chamants Rennlaufbahn dauerte von Juli 1876 bis Mai 1877. Er lief elf Mal und gewann fünf Rennen.
Sein erster Sieg gelang ihm 1876 in den £465 Priory Stakes.
Im selben Jahr gewann Chamant die Middle Park Stakes und die Dewhurst Stakes.
Im Jahr 1877 gewann Chamant mit seinem Jockey Jem Goater mit Leichtigkeit die 2000 Guineas.
Er ging als zweiter Favorit für das Derby ins Rennen, obwohl er schon vor dem Rennen lahmte. Er wurde nicht platziert und zog sich eine Rückenverletzung zu, die seine Rennkarriere beendete.
Im Dezember 1877 wurde Chamant bei Tattersalls vergeblich zum Verkauf angeboten, da er das Mindestgebot von £6,000 nicht erreichte.

## Zuchtlaufbahn
Chamant wurde in Deutschland ein erfolgreicher Deckhengst. Seine Zuchtlaufbahn begann er im Haras Dangu. Nach einer Decksaison wurde er für 4000 Pfund nach Graditz in Deutschland verkauft. 1892 wurde er nach Beberbeck verlegt, bis er 1898 an einer Herzkrankheit starb.
Drei seiner Söhne gewannen das Deutsche Derby (Potrimpos, Peter and Habenichts).
Fünf seiner Nachkommen gewannen das Mehl-Mülhens-Rennen. Er wurde sieben Mal Champion der Vaterpferde. Zudem beeinflusste Chamant auch die Trakehner-Zucht.

## Abstammung
| Vater Mortemer (FR) 1865   | Compiegne 1858  | Fitz Gladiator | Gladiator       |
| Vater Mortemer (FR) 1865   | Compiegne 1858  | Fitz Gladiator | Zarah           |
| Vater Mortemer (FR) 1865   | Compiegne 1858  | Maid of Hart   | The Provost     |
| Vater Mortemer (FR) 1865   | Compiegne 1858  | Maid of Hart   | Martha Lynn     |
| Vater Mortemer (FR) 1865   | Comtesse 1855   | Nuncio         | Plenipotentiary |
| Vater Mortemer (FR) 1865   | Comtesse 1855   | Nuncio         | Ally            |
| Vater Mortemer (FR) 1865   | Comtesse 1855   | Eusebio        | Emilius         |
| Vater Mortemer (FR) 1865   | Comtesse 1855   | Eusebio        | Mangel-Wurzel   |
| Mutter Araucaria (GB) 1862 | Ambrose 1849    | Touchstone     | Camel           |
| Mutter Araucaria (GB) 1862 | Ambrose 1849    | Touchstone     | Banter          |
| Mutter Araucaria (GB) 1862 | Ambrose 1849    | Annette        | Priam           |
| Mutter Araucaria (GB) 1862 | Ambrose 1849    | Annette        | Don Juan mare   |
| Mutter Araucaria (GB) 1862 | Pocahontas 1837 | Glencoe        | Sultan          |
| Mutter Araucaria (GB) 1862 | Pocahontas 1837 | Glencoe        | Trampoline      |
| Mutter Araucaria (GB) 1862 | Pocahontas 1837 | Marpessa       | Muley           |
| Mutter Araucaria (GB) 1862 | Pocahontas 1837 | Marpessa       | Clare           |